# Charles Martel
«Шарль Марте́ль» (фр. Charles Martel) — эскадренный броненосец военно-морских сил Франции. Головной броненосец типа «Шарль Мартель». Назван в честь майордома франков Карла Мартелла.
Корабль был заложен в апреле 1891 года, спущен на воду в августе 1893-го и вступил в строй в июне 1897 года. Был первым в серии из пяти, «Шарль Мартель», «Карно», «Массена», «Жорегиберри», «Бувэ», формально относящихся к единому классу, но существенно отличающихся деталями конструкции броненосцев, построенных для ВМС Франции в 1890-х годах.
«Шарль Мартель» провел большую часть службы в средиземноморском подразделении французского флота, сначала в составе действующего флота, а позже был переведен в запас. Броненосец регулярно участвовал в быстроходных манёврах и в боевой подготовке. В 1901 году субмарина «Гюстав Зеде» поразила его учебной торпедой, это событие было широко освещено в прессе. Когда началась Первая мировая война в августе 1914 года, «Шарль Мартель» находился в запасе, поэтому он не вел боевые действия во время конфликта. Старый броненосец в конечном счете был списан и продан для разделки на металл в 1922 году.

## Конструкция

### Корпус
«Шарль Мартель» имел водоизмещение около 11639 тонн, длину 115,49 метра и ширину 21,64 метра при осадке 8,36 метра. Корабль имел высокий полубак, но в кормовой части борт был сильно срезан на нескольких уровнях, из-за чего кормовая 305-миллиметровая башня располагалась существенно ниже носовой. Корабль приводился в движение двумя машинами тройного расширения общей мощностью в 14900 л. с., что позволяло развивать скорость до 18 узлов.

### Вооружение
Основное вооружение корабля составляли два 305-миллиметровых 45-калиберных орудия (одно в носовой и одно в кормовой башне) и два 274-миллиметровых 45-калиберных орудия (в бортовых башнях в центре корпуса, на спонсонах). Первые стреляли со скоростью 1 выстрел в минуту, последние имели более высокую скорострельность и на полигоне выдавали до 3-х выстрелов в минуту. Башни 274-миллиметровых орудий были смещены к корме. Все орудия и механизмы находились внутри вращающихся башен, и все орудия могли быть перезаряжены при любом положении ствола
Вспомогательное вооружение броненосца составляли восемь 138,6-миллиметровых скорострельных орудий. Все орудия располагались в одноорудийных башенках по углам надстройки и имели хорошую защищенность при больших секторах обстрела. Противоминоносное вооружение корабля состояло из 4-х 9-фунтовых орудий, 12-и 3-х фунтовых и 1-фунтовых пушек. Корабль также имел два 450-мм торпедных аппарата.